# Pokolj u Doljanima 28. srpnja 1993.
Pokolj u Doljanima 28. srpnja 1993. bio je ratni zločin koji su počinili pripadnici Armije RBiH i mudžahedini nad tamošnjim autohtonim stanovništvom Hrvatima. Tog dana su rečeni pripadnici Armije RBiH (konkretno, spominje se 44. brdsku brigadu ARBiH) ubili 39 Hrvata. Mjesto pokolja bilo je selo Doljani, koje se nalazi nekoliko kilometara zapadno od Jablanice, u općini Jablanica. Za ovaj zločin do danas nitko nije odgovarao.
Zločin je počinjen u sklopu sukoba HVO-a i Armije RBiH 1993. u srednjoj Bosni. U tijeku tog sukoba bilo je još slučajeva etničkog čišćenja tog područja od Hrvata (pokolj u Maljinama 8. lipnja 1993., pokolj u Gračanici u srpnju 1993....) koje su izvršili pripadnici Armije RBiH.  Tijela ubijenih Hrvata se nalazilo po raznim mjestima. Primjerice, na predjelu Stipića livada, su nađena nagomilana tijela sedmero Hrvata civila, čija tijela ubojice nisu niti zakopali.
Za razliku od pokolja u kojima su pripadnici postrojba BiH Hrvata počinile zločine nad Muslimanima, pokolj u Doljanima nikad nije dočekao takvo medijsko pokriće, niti je pobudio toliko zanimanje međunarodnih organizacija.

## Imena poginulih[3]
Iz općine Jablanica:
|  | - Mato Biloš - Ljubomir Božić - Marinko Božić - Željko Božić - Stipo Bradarić - Marko Cvitković - Ruža Čolić - Mato Dogan - Miljenko Gagro - Andrija Groznica - Tomislav Jozipović - Andrija Jozipović - Igor Lebo |  | - Anđelko Marić - Davor Marić - Andrija Miličević - Slavko Miličević - Željko Miškić - Zdravko Nižić - Dražen Pavković - Iva Pavlović - Andrija Perković - Zvonko Pinjušić - Milan Pole - Anica Ripić - Martin Ripić - Andrija Rogić - Jure Soldo | - Ivan Soldo - Pero Soldo - Nedeljko Soldo - Andrija Stipanović - Pavka Stipanović - Jela Stojanović - Antonio Šimunović - Anica Šitum - Ivica Tomić - Ivan Topić - Slavko Vrljic - Marinko Zelenika - Ivan Zovko - Anto Žarić - Ivan Žarić |

Iz općine Široki Brijeg:
- Dragan Andrić
- Boro Barbarić-Boka
- Mario Hrkać-Ćikota
- Zdenko Kolobarić
- Antonio Lasić
- Marko Ljubić
- Marinko Marušić
- Milijan Zeljko

Iz općine Mostar:
- Mate Markić (Polog)
- Marko Miljko (Jasenica)

Iz općine Posušje:
- Dinko Galić
- Branko Tokić

Iz općine Tomislavgrad:
- Martin Baćak
- Željko Bogdan
- Perica Kutleša
- Ivan Petrović
- Ivan Radoš
- Ljiljana Zrno

## Vanjske poveznice
- Research and Documentation Center - Sarajevo  Arhivirana inačica izvorne stranice od 5. listopada 2007. (Wayback Machine) 5. periodično izvješće Tadeusza Mazowieckog o stanju ljudskih prava na području bivše SFRJ
- Situation des droits de l'homme UNHCHR
- Materijali  Arhivirana inačica izvorne stranice od 14. rujna 2006. (Wayback Machine) S DePaul University College of Law